# Метрострой (Кіровська область)
Метростро́й (рос. Метрострой) — селище у складі Омутнінського району Кіровської області, Росія. Входить до складу Білоріченського сільського поселення.
Населення становить 151 особа (2010, 197 у 2002).
Національний склад станом на 2002 рік — росіяни 91 %.